# Ivana Tikvić
Ivana Tikvić (20. ožujka 1994.) je hrvatska košarkašica, članica hrvatske košarkaške reprezentacije. Igra na mjestu centra. Sezonu 2016./17. i 2017./18. provela je u redovima talijanskog prvoligaša Fixi Piramis Torino. U sezoni 2018./19. članica je hrvatskog prvoligaša Pula Črnja Tours.

## Karijera
Igrala je za Hrvatsku na nekoliko EP-a za igračice do 16 godina starosti: 2008. divizije B, 2009. divizije B, te na završnom turniru europskog prvenstva do 16 godina divizije A koje se igralo 2010. godine.
Igrala je za hrvatsku reprezentaciju igračica do 18 godina starosti. Na EP 2011. za igračice do 18 godina divizije B održanom u Miškolcu, bila je vodećom hrvatskom igračicom, gdje je Hrvatska trenera Željka Ciglara pobijedila te time izborila plasman u diviziju A. Na istom EP-u bila je drugi strijelac (20 koševa u prosjeku), prva skakačica (12,6 skokova) i prva blokerica (2,1), u šest zadnjih utakmica (od sedam ukupno) na EP-u ostvarivala je dvostruke dvoznamenkaste statistike te je na kraju proglašena za najkorisniju igračicu prvenstva. Ušla je u najbolju prvu postavu prvenstva, Po izvrsnim statističkim učincima na tom se prvenstvu od hrvatskih igračica isticala proigravačica Glorija Sikirić (3,4 asistencije po susretu).
Sudjelovala je na pripremama seniorkâ za kvalifikacijski turnir za OI 2012., a koji se igrao u Turskoj, no poslije je otpala s popisa izbornika Stipe Bralića.
2012. je igrala na EP igračica do 18 godina starosti. Igrajući za Hrvatsku, bila je četvrta skakačica s 9 skokova po utakmici, peta po točnosti ubačaja iz polja, druga blokerica (2,6 blokada po susretu), treća po dvostrukim dvoznamenkastim statistikama, četvrta po pogodcima za dvicu, peta po skokovima u napadu te druga po navučenim prekršajima. Hrvatska je osvojila 7. mjesto.

## Vanjske poveznice
- FIBA[neaktivna poveznica] Statistike Ivane Tikvić na EP do 18 u Miškolcu 2011.